# موجودات ثابتة

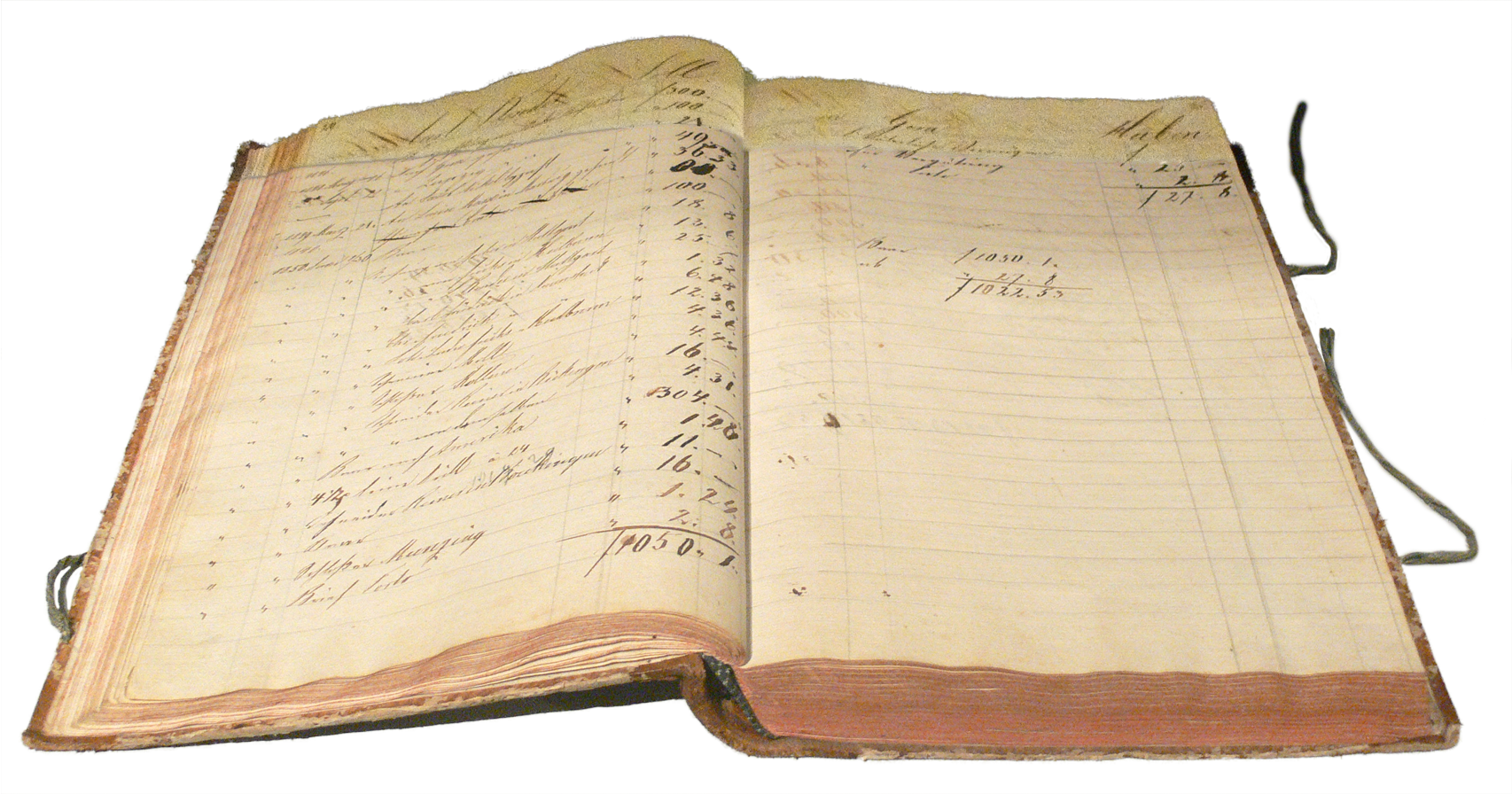

الأصول الثابتة، والمعروفة أيضًا باسم الأصول غير المتداولة أو باسم الممتلكات والمصانع والمعدات (PP&E)، هو مصطلح يستخدم في المحاسبة للإشارة إلى الأصول والممتلكات التي لا يمكن تحويلها بسهولة إلى نقود. ويمكن مقارنة ذلك بالأصول المتداولة مثل النقد أو الحسابات البنكية، والتي يمكن وصفها على أنها أصول سائلة. وفي أغلب الأحوال، تتم الإشارة إلى الأصول الملموسة فقط على أنها أصول ثابتة. تحدد المعايير الدولية المحاسبية (IAS) 16 الأصول الثابتة على أنها أصول يحتمل أن تتدفق امتيازاتها الاقتصادية المستقبلية إلى الكيان، ويمكن قياس تكلفتها بشكل يعتمد عليه. 
وبالإضافة إلى ذلك، يمكن كذلك تعريف الأصل الثابت / غير المتداول على أنه أصل لا يباع بشكل مباشر إلى المستهلكين / المستخدمين النهائيين لشركة ما.  ومن أمثلة ذلك، يمكن أن تكون الأصول المتداولة لشركة خبز هي المخزون الخاص بها (في هذه الحالة، الدقيق، والخميرة، وما إلى ذلك)، وقيمة المبيعات المستحقة للشركة عن طريق المبيعات (أي المدينين أو الحسابات المدينة)، والأموال المملوكة في البنك، وما إلى ذلك. أما الأصول غير المتداولة الخاصة بها فيمكن أن تكون الفرن المستخدم في إعداد الخبز والمركبات المستخدمة لنقل البضائع التي يتم تسليمها، وآلات تسجيل النقد المستخدمة للتعامل مع المدفوعات النقدية وما إلى ذلك. ولا يتم بيع كل أصل من الأصول غير المتداولة المذكورة أعلاه بشكل مباشر إلى المستهلكين.
وهذه الأشياء هي عناصر لها قيمتها قامت المنظمة بشرائها وتستخدمها لفترة زمنية طويلة، وغالبًا ما تشتمل الأصول الثابتة على عناصر مثل الأراضي والمباني والمركبات والأثاث والمستلزمات المكتبية والحاسوب والتركيبات والتجهيزات والمصانع والآلات. وغالبًا ما يتم التعامل مع هذه العناصر معاملة تمييزية من الناحية الضريبية (بدل الإهلاك) مقارنة بالأصول على المدى القريب.  
ومن الجدير بالذكر أن نعلم أن تكلفة الأصل الثابت هي سعر الشراء الخاص به، بما في ذلك رسوم الاستيراد وغيرها من الخصومات والحسومات التجارية القابلة للتطبيق. وبالإضافة إلى ذلك، فإن التكلفة التي تعزى إلى جلب وتركيب الأصل في موقعه المطلوب والتقدير المبدئي لإزالة وتفكيك الأصل في حالة عدم الحاجة إليها في النهاية في الموقع.
والهدف الرئيسي للكيان التجاري هو تحقيق الأرباج وزيادة الثروة لدى ملاك هذا الكيان. ولتحقيق هذا الهدف، من الضروري أن تمارس الإدارة الرعاية والاهتمام الواجبين فيما يتعلق بتطبيق المفهوم المحاسبي الأساسي المتعلق «بمفهوم المطابقة». ومفهوم المطابقة بكل بساطة يتعلق بمطابقة نفقات الفترة مقابل العائدات لنفس تلك الفترة. 
وغالبًا ما يكون استخدام الأصول من أجل تحقيق الدخل لأكثر من عام، أي على مدار فترة طويلة. وبالتالي، من الضروري لتحديد صافي الدخل أو الأرباح بدقة لإهلاك فترة أن يتم فرض تكلفتها على القيمة الإجمالية للأصل والتي تعزى للعائد خلال الفترة المشار إليها وفرض التكلفة على نفس العائدات لنفس الفترة. وهذا الأمر ضروري فيما يتعلق بالتقارير الحصيفة لصافي العائد للكيان خلال تلك الفترة.
وبشكل رئيسي، فإن صافي القيمة الدفترية للأصل هي الفرق بين التكلفة التاريخية لهذا الأصل والإهلاك المقترن به. ومما هو مذكور أعلاه، يتضح أنه من أجل رفع تقارير تصف الوضع الحقيقي والعادل للفلسفة المالية لكيان ما، يتعلق الأمر بتسجيل ورفع تقارير بقيمة الأصول الثابتة بقيمتها الدفترية الصافية. وبغض النظر عن حقيقة أنه وارد في بيان المحاسبة القياسية (SAS) 3 وIAS 16 أن قيمة الأصل يجب أن يتم تسجيلها في صافي القيمة الدفترية، فإن أفضل طريقة لتقديم قيمة الأصول بوعي لملاك الشركات والمستثمرين المحتملين.

## إهلاك أصل ثابت
بكل بساطة، الإهلاك هو النفقات الناجمة عن استخدامات الأصل. وهو يمثل التلف والبلى الحادث للأصل أو التناقص الحادث في قيمته التاريخية بسبب الاستخدام. وبالإضافة إلى ذلك، فهو تكلفة الأصل ناقص أي قيمة تخريد على مدار الحياة المفيدة للأصل. وهو عبارة عن نفقات لأنه يتطابق مع العائدات الناجمة من خلال استخدام نفس الأصل. وغالبًا ما يتم نشر الإهلاك على مدار الحياة الاقتصادية المفيدة للأصل لأنه يتم النظر إليه على أنه تكلفة الأصل التي يمكن الحصول عليها على مدار الحياة المفيدة له. وبشكل ثابت، يتم فرض نفقات الإهلاك على العائدات التي يتم الحصول عليها من خلال استخدام الأصل. وأفضل طريقة أن يتم ترك طريقة تحديد أسلوب الإهلاك الذي يتم تبنيه للإدارة فيما يتعلق بخصوصية الأعمال والأحوال الاقتصادية السائدة للأصول والإرشادات والمبادئ المحاسبية الحالية المضمنة في السياسات التنظيمية.
ومن الجدير بالذكر أنه لا يتم إهلاك قيم كل الأصول الثابتة عامًا بعد الآخر.  على سبيل المثال، فإن قيمة الأراضي والمباني في الغالب ما تتزايد اعتمادًا على أوضاع العقارات المحلية.
وفي بعض الأحيان، تتم الإشارة إلى الأصول الثابتة بشكل جماعي على أنها «المصنع».